# Lymania marantoides
Lymania marantoides là một loài thực vật có hoa trong họ Bromeliaceae. Loài này được (L.B.Sm.) Read mô tả khoa học đầu tiên năm 1984.